# 鄧迪鎮區 (密歇根州)
鄧迪鎮區（英語：Dundee Township）是位於美國密歇根州門羅縣的一個行政鎮區。

## 地方資料
鄧迪鎮區的面積為125.87平方千米，當中陸地面積為124.89平方千米，而水域面積為0.98平方千米。根據2020年美國人口普查的數據，當地共有人口8145人，而人口密度為每平方千米64.71人。